# Los orígenes sociales de la dictadura y la democracia
Los Orígenes Sociales de la Dictadura y la Democracia. El Señor y el Campesino en la formación del mundo moderno (en inglés, The Social Origins of Dictatorship and Democracy: Lord and Peasant in the Making of the Modern World) es un libro del sociólogo político norteamericano Barrington Moore publicado originalmente en 1966. Es un análisis socio-histórico que pretende ubicar de manera comparada las raíces socioeconómicas de los regímenes políticos en seis países diferentes (Inglaterra, Francia, Estados Unidos, Japón, China e India). La obra es precursora del método histórico comparativo en ciencias sociales y exponente de la explicación estructural de los fenómenos políticos. En 1967 ganó el premio Woodrow Wilson Foundation Award y en 1968 el McIver Award de la Asociación Americana de Sociología.
La obra ofrece una tipología de la modernización (o como Moore las llama «rutas hacia el mundo moderno») en los seis casos de estudio, distinguiendo tres tipos de transición del mundo premoderno y preindustrial al mundo moderno e industrializado: La ruta Burguesa, la ruta Fascista y la ruta Comunista. Según Moore la modernización no desemboca necesariamente en la democracia, también en el fascismo y el comunismo. La clave de la transición es la manera particular con que las clases sociales de estos países afrontaron el paso de una agricultura de subsistencia a una agricultura comercial o de mercado.
Moore hace su análisis a partir de la interacción de dos clases sociales: La clase terrateniente tradicional (o elite rural) y el campesinado. De acuerdo a Moore, el tipo particular de interacción (conflictos y coaliciones) entre las clases sociales de una sociedad va a definir la estructura política a su interior. Se han realizado críticas al planteamiento de Moore por no concederle la misma importancia en su análisis a la burguesía como clase social. La socióloga estadounidense Theda Skocpol arguye que si bien Moore observó apropiadamente la fuerza de la burguesía como una variable clave en el análisis del rumbo que tomaron ciertas sociedades, no hace un desarrollo sistemático de la misma, es decir, no la examina en términos de sus números, dispersión, densidad, dependencia en el gobierno, etc, sino se limita a inferir su fuerza de sus diferentes resultados políticos.
El estudio incluye sólo «países grandes» ya que «los países pequeños» dependen económica y políticamente de los grandes y poderosos. Para Moore, a diferencia de los países grandes, las causas decisivas de la política de los países pequeños yacen afuera de sus fronteras y no se pueden explicar desde sus propios procesos.

## El concepto de Moore de clase social
La clase social es la unidad central de análisis. Aparece como el resultado de un conjunto histórico específico de relaciones económicas, sin embargo Moore la observa en sus términos culturales, ideológicos y políticos, y no únicamente en términos de intereses económicos de sus miembros.

## Estructura del texto
El texto está dividido en cuatro partes principales y nueve capítulos. La primera parte dedicada al itinerario democrático y capitalista hacia la Edad Moderna (capítulos I, II, III). La segunda parte está enfocada en las diferentes rutas hacia el mundo moderno en Asia (capítulos IV, V, VI). La tercera parte abarca inferencias y proyecciones teóricas (capítulos VII, VIII, IX) y un epílogo donde Moore reflexiona sobre los regímenes políticos que emergen con la modernidad.

## Primera parte (casos inglés, francés y estadounidense)
En Inglaterra el tránsito a la democracia se vio favorecido por la alianza temprana entre la aristocracia rural y las clases altas urbanas (burguesía). El impulso de la burguesía inglesa, una clase mercantil y manufacturera, tuvo tal fuerza que logró atraer los intereses de la gentry rural e incitarla a adoptar la agricultura comercial. Esta convergencia de intereses llevó a ambas clases a oponerse a la autoridad real. La guerra civil inglesa, que comprende los diferentes conflictos al interior de Inglaterra a lo largo del siglo XVII, permitió establecer un balance entre el Parlamento y el Rey.
Moore señala que la modernización en Inglaterra necesitó de la destrucción del campesinado como clase social en el proceso de fragmentación de la tierra. Esta eliminación gradual del campesinado ocurrió a lo largo del siglo XVIII a través de la figura del enclosure o «cercamiento». Los enclosures fueron las usurpaciones realizadas por los señores, de tierras sobre las cuales los campesinos tenían derechos comunales y labrantíos abiertos. Los señores se hicieron con gran variedad de métodos legales y semilegales para privar a los campesinos de sus derechos de cultivo en los campos abiertos y su derecho a utilizar tierras comunales para diferentes actividades.
La ruta hacia la democracia en Francia requirió la destrucción de varias instituciones entre ellas la monarquía. A diferencia de Inglaterra, la nobleza francesa no acogió con el mismo impulso la agricultura comercial. La nobleza tampoco tenía un alto grado de autonomía con respecto al Rey, al contrario fue su principal defensor. Moore señala que las clases altas en lugar de ser impulsoras de la democracia liberal, fueron sus adversarias. La consecuencia final fue la eliminación de la nobleza durante la Revolución Francesa.
El absolutismo real impidió el pleno desarrollo de una burguesía fuerte en Francia. En consecuencia, la incipiente clase burguesa necesitó de la ayuda del campesinado y de la plebe urbana para hacer la revolución y derrocar al Rey y la nobleza. El campesinado tuvo un papel importante durante la Revolución debido a que logró sacar provecho de las circunstancias y desmanteló el sistema señorial. La propiedad campesina se consolidó gradualmente después de la Revolución.
Moore destaca algunas características muy particulares del caso de los Estados Unidos que diferencian su senda hacia la democracia de los otros casos. La sociedad americana no se enfrentó al reto de desmantelar una compleja y arraigada sociedad agraria de formas feudales. La burguesía tampoco tuvo ninguna clase de pugna política con una autoridad real o una aristocracia rural pre-comercial. En los Estados Unidos tampoco se formó una clase maciza y considerable de campesinos comparable con las de Europa y Asia. El reto de la sociedad americana estuvo ligado a la modernización de formas capitalistas de trabajo premodernas que impedían un ensanchamiento de su democracia.
Para Moore la guerra civil americana del siglo XIX fue la última ofensiva revolucionaria por parte de la democracia capitalista urbana o burguesa. A pesar de que el esclavismo de plantación en el sur del país no representaba ningún freno para el desarrollo del capitalismo industrial, el esclavismo como forma opresora de la mano de obra sí suponía un obstáculo político y social para un estadio histórico superior del capitalismo, el que Moore denomina el capitalismo democrático competitivo. Mientras el Norte y el Oeste de los Estados Unidos se comenzaban a fundar sobre la base del concepto de igualdad de oportunidades, la sociedad sureña estaba asentada sobre la calidad hereditaria como base de valoración humana. Esto provocó un conflicto entre el Norte y el Sur que resultó en la ruptura entre una época agraria y una nueva época industrial y la abolición de la esclavitud en los Estados Unidos.

## Segunda parte (casos japonés, chino e indio)
Para explicar el triunfo en 1949 del régimen comunista en China, Moore subraya la debilidad de la burguesía urbana vis a vis la clase terrateniente tradicional, lo que hizo necesaria su alianza con el campesinado que proveyó a la revolución una fuerza ingente colosal que derrocó el antiguo régimen. Moore destaca el papel de las teorías marxistas promovidas por los líderes de las clases urbanas para movilizar al campesinado como fuerza revolucionaria en la guerra partisana.
Moore explica el debacle del orden imperial chino por la ineficacia de su burocracia imperial para asegurar un mínimo de orden en vastas áreas del territorio, dejando en muchos casos al campesino vulnerable al bandidaje. Esta ineficacia dio lugar a un inestable régimen de propiedad de la tierra y provocó agitaciones entre los campesinos. El resultado fue un debilitamiento del vínculo entre el gobierno y las elites con el campesinado.
El régimen comunista lograría suplir ese vacío de orden erigiéndose como una autoridad centralizada, coordinadora y relativamente compleja. Consiguió forjar de manera centralizada un nuevo vínculo entre la aldea (la célula básica de la sociedad rural) y el gobierno nacional. Moore explica que el nuevo sistema comunista permitió extraer un excedente cada vez mayor del campesinado de lo que hubiera podido extraer el sistema terrateniente rentista, no obstante las cargas se repartían más equitativamente que antes.
Moore advierte cómo el proceso trajo también consecuencias negativas para el campesinado. Aunque la tierra fue redistribuida de terratenientes ricos a campesinos pobres, no fue redistribuida a la familia en su conjunto sino a cada uno de sus miembros por partes iguales sin atender a la edad y el sexo. De ese modo el régimen comunista desintegró la «aldea» ya que deshizo la conexión que existía entre propiedad territorial y familia.
En el caso de Japón el proceso de industrialización no fue impulsado por la débil clase burguesa sino por una fuerte clase alta terrateniente. Moore muestra como esta aristocracia rural logró insertar la economía campesina en la sociedad industrial asegurando su statu quo y frustrando cualquier posibilidad de una revuelta campesina o burguesa. Para mantener el orden de la sociedad agraria preexistente, la aristocracia rural introdujo algunos cambios necesarios para asegurar que los campesinos generasen un excedente suficiente que pudieran apropiarse y vender con algún provecho económico. Estas reformas generaron un estímulo a la producción y el ascenso de una nueva clase hacendada salida en gran parte del campesinado.
Moore también atribuye la imposibilidad de una revolución campesina a los rasgos culturales propios de la sociedad rural japonesa, en la que predominaba una estrecha relación entre la comunidad campesina y el señor feudal que se extendería a su sucesor histórico, el terrateniente. En el caso japonés, la específica división del trabajo, sumado al sistema de propiedad, ocupación de la tierra y de herencia, permitió a la comunidad campesina proporcionar un efectivo sistema de control social que incorporaba dentro del statu quo cualquier tipo de quejas o malestares potenciales.
Finalmente la India aparece en el análisis de Moore como un caso contradictorio de la transición a la modernidad. Moore afirma que India económicamente continúa en la era preindustrial. No ha tenido una revolución industrial ni en su variante capitalista o comunista. No obstante el régimen político democrático sí pertenece al mundo moderno. La estructura formal de su democracia (por ejemplo la existencia de una oposición legal que canalice la protesta social) ha surgido sin necesidad de una fase previa de violencia revolucionaria.
Moore explica el fracaso de la transición de la India hacia la modernidad en la ausencia de una verdadera ruptura revolucionaria que jalonara el proceso modernizador y transformara la estructura social del país. Debido a que la ocupación británica se apoyó fuertemente en la elite rural, se produjo una alienación entre la clase alta rural y la naciente y débil burguesía de las ciudades. Se creó entonces una clase de terratenientes parasitarios que extrajo gran parte del excedente del campesinado. El resultado fue el atraso económico por cuenta de una baja acumulación de capital y bajo desarrollo industrial.
Tras el fin de la ocupación británica, hubo un debilitamiento del predominio político de la elite rural que contaba con el favor británico. Esto permitió algunas reformas democráticas en el país, que finalmente explica Moore no fueron suficientes para que India diera el salto hacia una democracia occidental moderna. A lo anterior Moore le suma otros factores que impidieron cualquier tendencia revolucionaria en India como lo fue el discurso pacifista del movimiento independentista de Gandhi y la fragmentación de los estratos más bajos del campesinado a causa del sistema de casta y líneas lingüísticas.

## Inferencias teóricas
El planteamiento central de la obra de Moore es que la democracia se va a asentar en los países donde hubo una burguesía fuerte. En sus otras dos variantes, donde hubo una burguesía débil y un campesinado fuerte, se va a establecer una revolución de tipo comunista mientras que donde hubo una burguesía débil y unas elites terratenientes fuertes, la tendencia será hacia una revolución de tipo fascista.
Moore define «revolución» como la destrucción violenta de instituciones políticas que permite a la sociedad en que se ha producido tomar un nuevo curso. El análisis distingue tres tipos de transiciones al mundo moderno: A) «La Revolución Burguesa» B) La Fascista o «Revolución desde arriba» y C) La Revolución Campesina o Comunista. De acuerdo a Moore todas las sociedades modernas han atravesado por alguna versión de estos tres tipos de revolución, que se encuentran en relación unas con otras, y en consecuencia constituyen estadios históricos sucesivos.

## Tipos de revolución según Moore
- La revolución burguesa se refiere a los levantamientos violentos que abolieron la dominación de una elite terrateniente tradicional y que estructuraron la democracia moderna occidental bajo la forma del capitalismo. Moore observa el camino hacia la democracia occidental como una lucha inacabada para alcanzar los siguientes objetivos: A) Eliminar a los gobernantes arbitrarios; B) Sustituir los regímenes arbitrarios por otros justos y racionales; y C) lograr que el pueblo participe en la constitución de los regímenes.

La revolución burguesa-democrática supone el crecimiento continuo en el poder económico de las clases urbanas comerciales e industriales al punto que el poder económico entra en tensión con el poder político (todavía en manos de una clase tradicional terrateniente) y conduce al conflicto abierto. Para Moore la revolución social violenta ha sido una condición necesaria para el ensanchamiento de la libertad y la racionalidad en el mundo. La violencia revolucionaria es un factor necesario en el desarrollo de las instituciones democráticas. Moore reconoce cinco condiciones para el desarrollo de la democracia: 
1. El desarrollo de un equilibrio democrático que evite una corona demasiado fuerte o una aristocracia rural demasiado independiente.
2. La Adopción de una forma de agricultura comercial.
3. El debilitamiento de una aristocracia rural.
4. Prevenir o abstenerse de una coalición aristocrático-burguesa contra los campesinos-obreros.
5. Ruptura revolucionaria con respecto al orden social anterior.

- La revolución fascista o «desde arriba» se refiere al proceso a través del cual en Alemania y Japón, la elite terrateniente tradicional logró avasallar la revolución popular y preservó su posición dominante durante la industrialización, proceso que culminó en el fascismo. Este tipo de revolución trae consigo una modernización exitosa y anticipada a la revolución campesina (ejemplo de esto es que Alemania se industrializó primero que Rusia y China).
- La revolución campesina o «desde abajo» se refiere al proceso a través del cual el campesinado destruye a la clase terrateniente tradicional sin necesidad de transitar por el estadio histórico de una revolución burguesa. Moore le concede al campesino un rol como actor político decisivo e histórico. Su rol fue determinante en Rusia y China, también fue importante en Francia, en menor medida en Japón y mínimo en la India.[2][3]